# Rezerwat przyrody Czaplenice

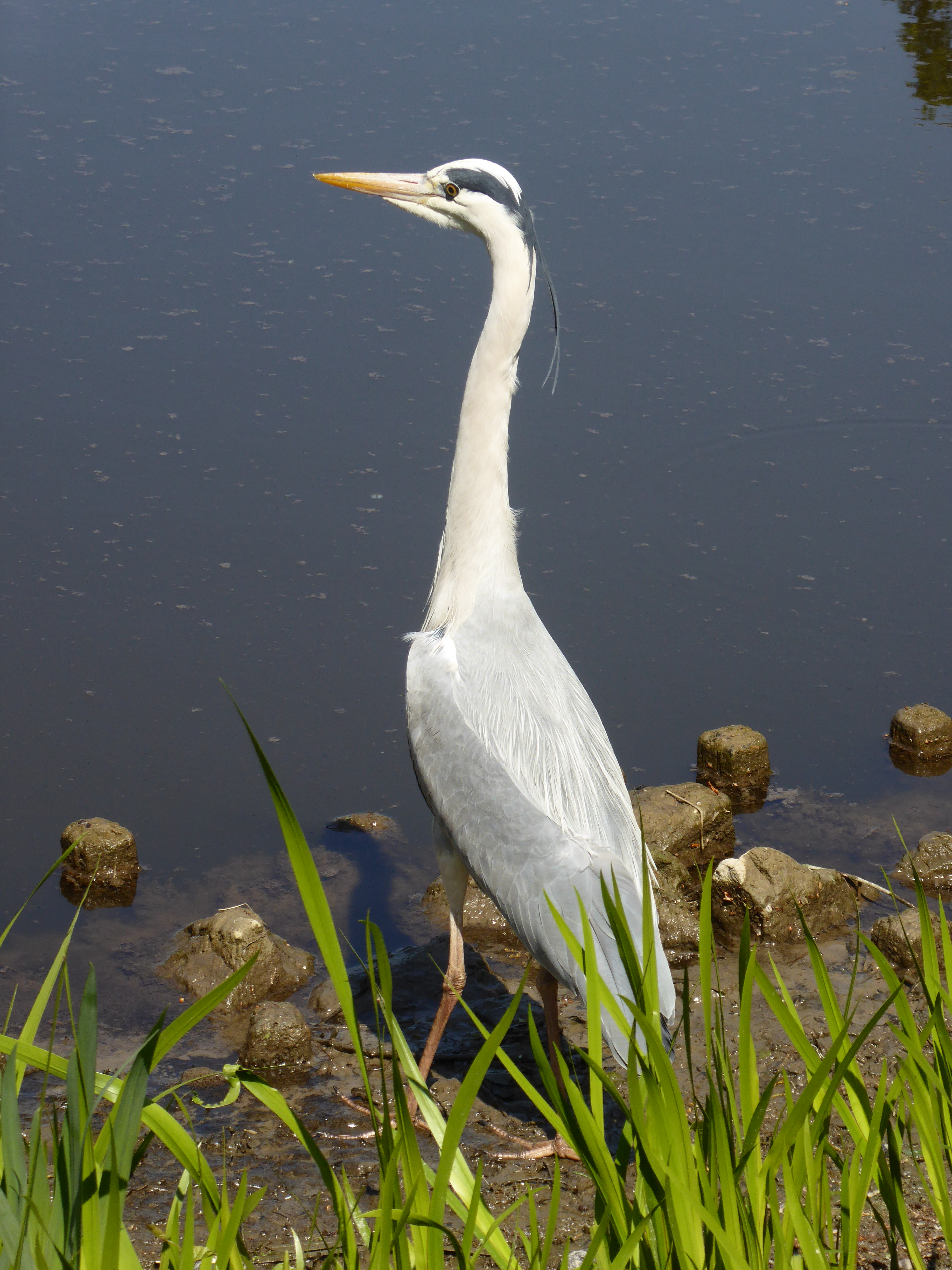
Czapla siwa

Czaplenice – leśny rezerwat przyrody w województwie lubuskim, w powiecie strzelecko-drezdeneckim, w gminie Drezdenko.
- Położenie – gmina Drezdenko, nadleśnictwo Karwin (oddz. 165 c, d, f), około 3 km na południowy wschód od miejscowości Gościm.
- Przedmiot ochrony – półwysep na przesmyku między jeziorami Solecko i Lubiatówko z fragmentem lasu sosnowego w wieku 160–190 lat[2] z domieszką buka, brzozy brodawkowatej, olszy[3] i dębu szypułkowego[2]. Ochronie podlegała również kolonia czapli siwej, która pomimo ochrony rezerwatowej przestała istnieć. Obecnie na półwyspie gniazduje wiele ptaków wodnych m.in. łabędzie i kormorany.

Rezerwat Czaplenice przylega od północy do utworzonego w 2000 roku rezerwatu Lubiatowskie Uroczyska.
Rezerwat położony jest w granicach dwóch obszarów sieci Natura 2000: obszaru specjalnej ochrony ptaków „Puszcza Notecka” PLB300015 oraz specjalnego obszaru ochrony siedlisk „Jeziora Gościmskie” PLH080036.
Obszar rezerwatu objęty jest ochroną czynną.

## Podstawa prawna
Nr rej. woj. – 3.

### Akt prawny obejmujący rezerwat ochroną
Zarządzenie Ministra Leśnictwa z dnia 14 września 1959 r. (M.P. z 1959 r. nr 83, poz. 439)

### Inne akty prawne
- Obwieszczenie Wojewody Lubuskiego z dnia 16 stycznia 2002 r. w sprawie ustalenia wykazu rezerwatów przyrody utworzonych do dnia 31 grudnia 1998 r. (Dziennik Urzędowy Województwa Lubuskiego Nr 12, poz. 144).
- Zarządzenie Nr 48/2011 Regionalnego Dyrektora Ochrony Środowiska w Gorzowie Wielkopolskim z dnia 8 lipca 2011 r. w sprawie rezerwatu przyrody „Czaplenice” (Dziennik Urzędowy Województwa Lubuskiego Nr 81, poz. 1580).

## Położenie
- Województwo lubuskie
- Powiat strzelecko-drezdenecki
- Gmina Drezdenko
- Obręb ewidencyjny – Gościm[3]

## Właściciel, zarządzający
Skarb Państwa, Nadleśnictwo Karwin

## Powierzchnia pod ochroną
- 7,59 ha[1] (akt powołujący podawał 8,10 ha)
- Dz. nr 165[3]

## Opis przedmiotu poddanego ochronie
Rezerwat częściowo położony na półwyspie nad jeziorem Solecko i składający się z drzewostanu sosnowego naturalnego pochodzenia w wieku 160 lat z domieszką buka oraz płatami brzozy i olszy. W części przybrzeżnej podrost buka, olchy i brzozy w wieku 25-60 lat. W podszycie leszczyna, głóg, jałowiec, w runie paproć, malina, rokiet, trzcinnik, trawy, a brzegiem trzcina. Stan czapli siwej w poszczególnych latach kształtował się rozmaicie, np. w 1979 r. zarejestrowano 24 gniazda. Ptaki te nie gniazdują już jednak na terenie rezerwatu. W bliskim sąsiedztwie gnieżdżą się rozmaite ptaki drapieżne, zwłaszcza kania czarna i myszołów zwyczajny.

## Cel ochrony
Zachowanie ze względów naukowych i dydaktycznych fragmentu boru sosnowego naturalnego pochodzenia.

## Plan ochrony
Rozporządzenie Nr 5 Wojewody Lubuskiego z dnia 2 lutego 2004 r. w sprawie ustanowienia planu ochrony Rezerwatu Przyrody o nazwie „Czaplenice” – (Dz.Urz. Woj. Lubuskiego Nr 8 z 10.02.2004 r., poz. 131)

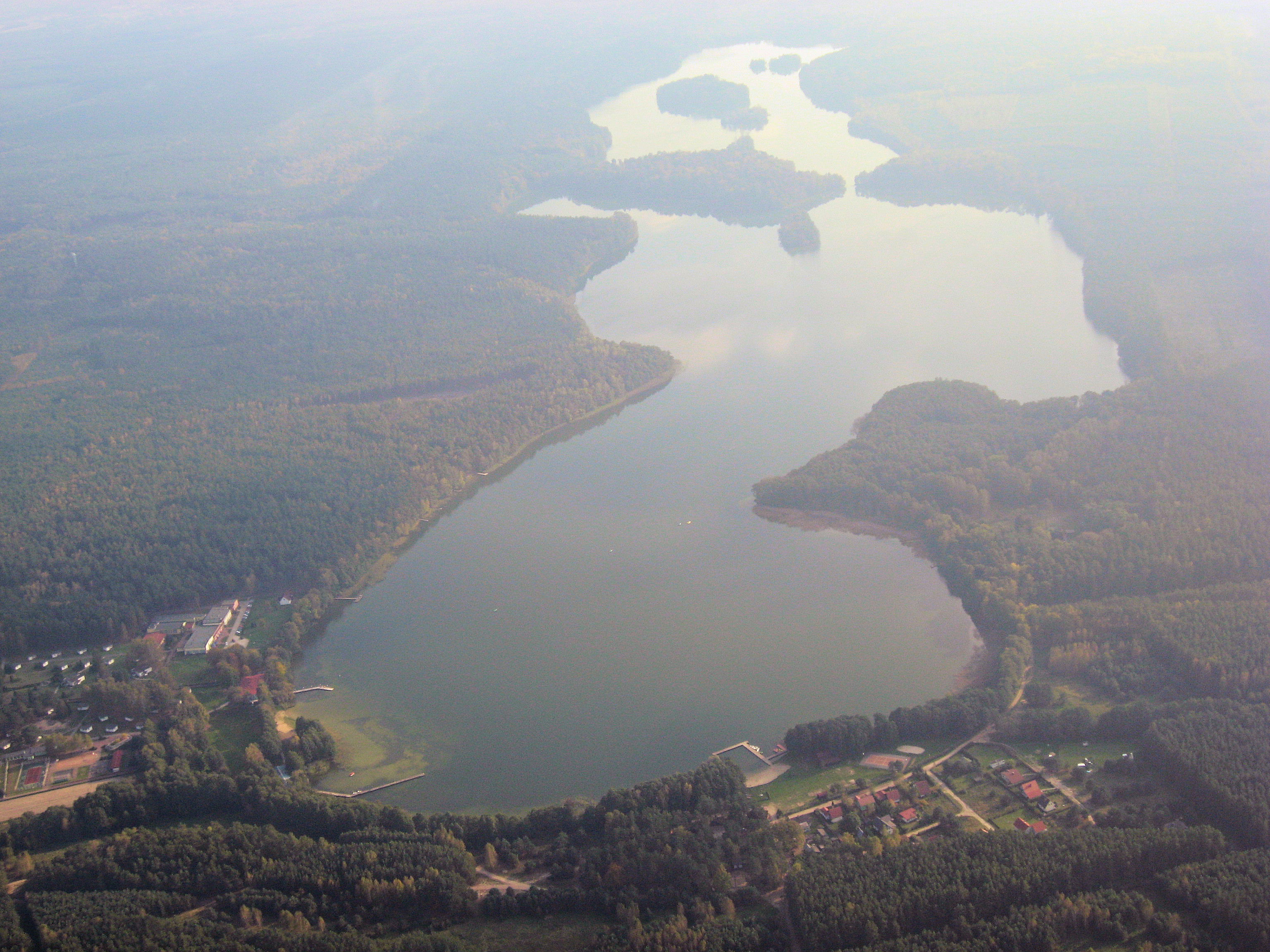
Jeziora Solecko i Lubiatówko
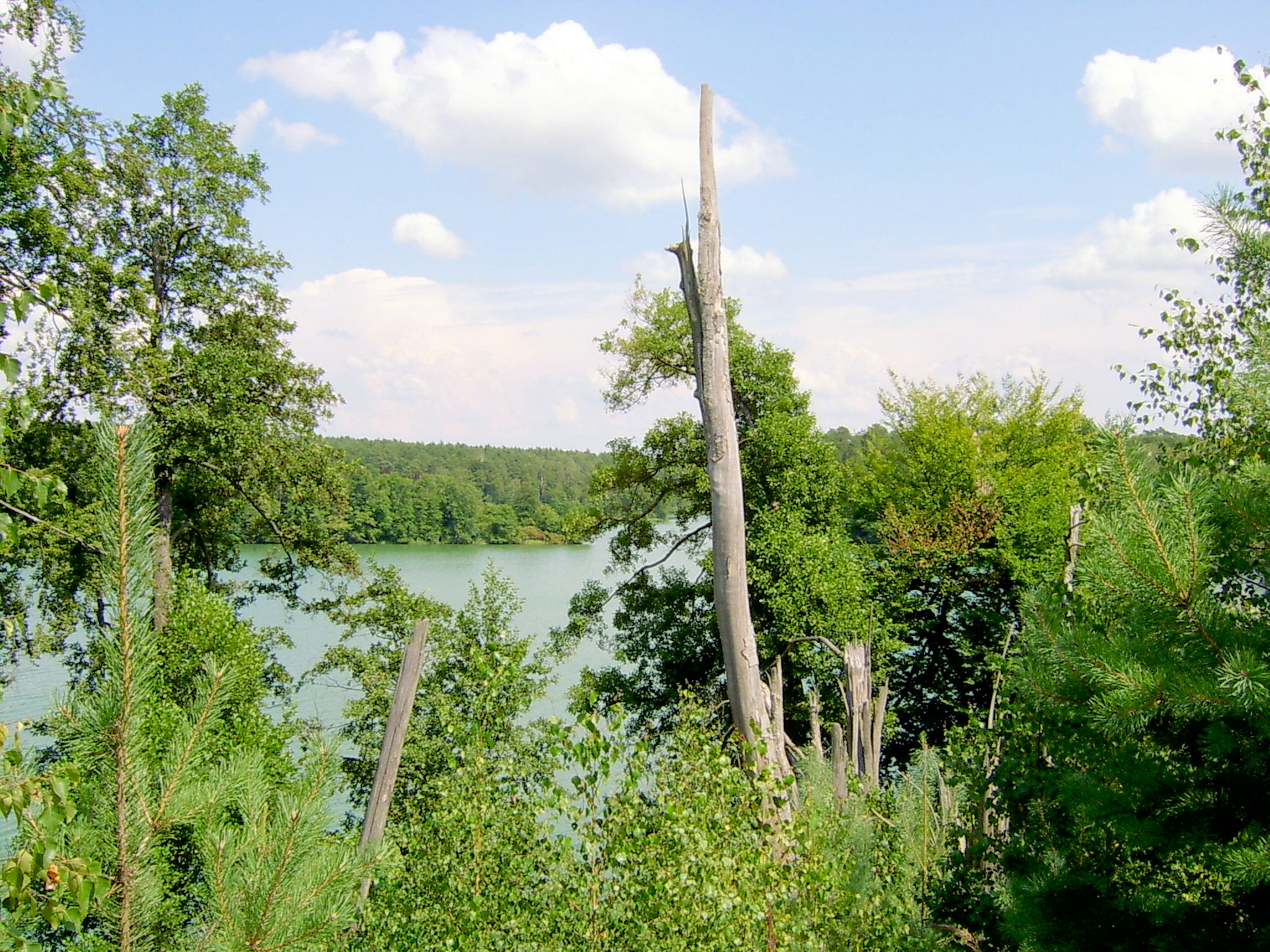
Jezioro Solecko
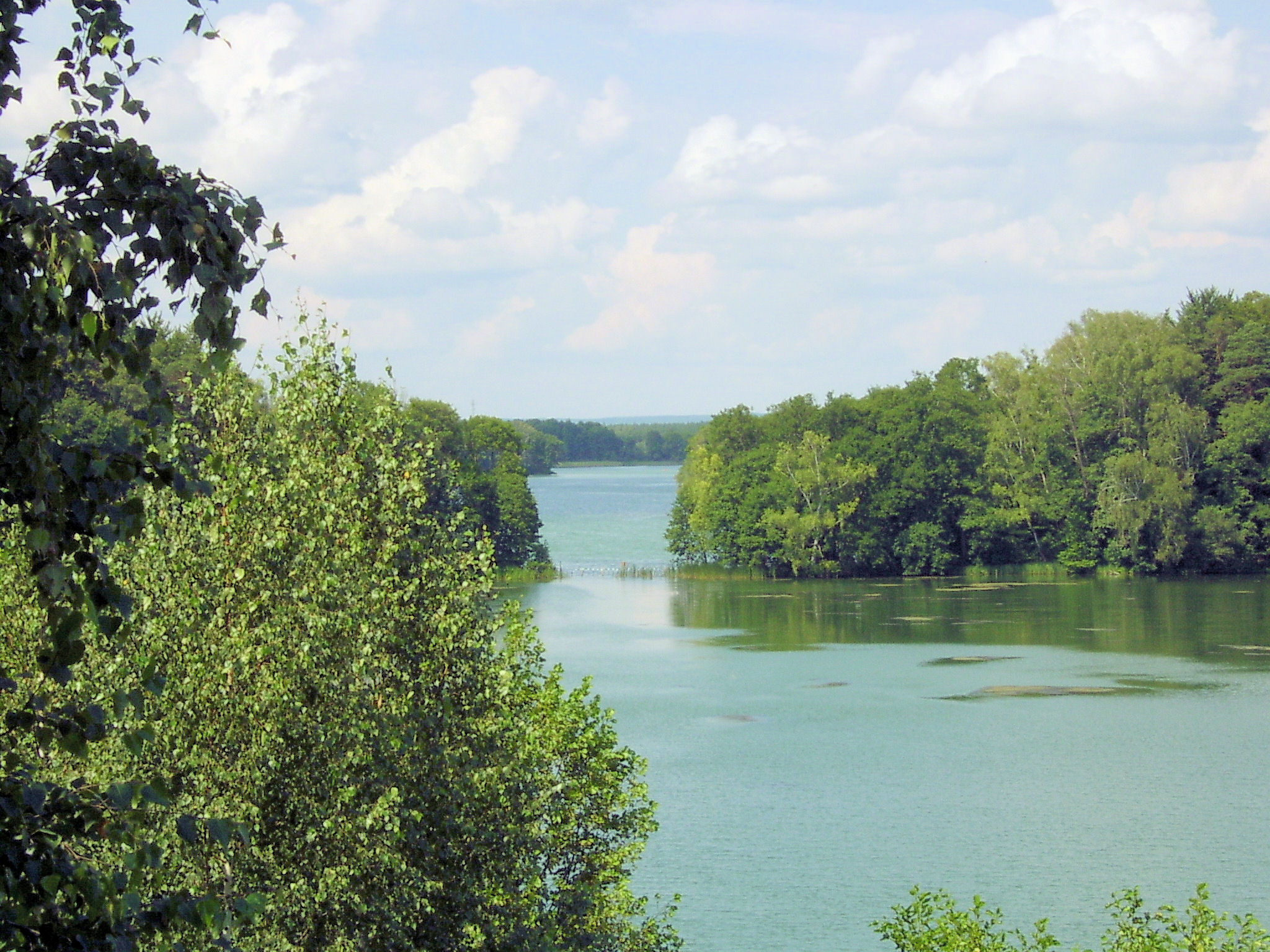
Półwysep od strony jeziora Lubiatówko